# Harrogate Town Association Football Club
Harrogate Town Association Football Club é um clube de futebol sediado na cidade termal de Harrogate (North Yorkshire), Inglaterra. O clube compete na League Two, a quarta divisão do futebol inglês, depois de vencer os play-offs da Liga Nacional de 2019-20. O clube é apelidado de "Town" e também de "Sulphurites", devido às famosas fontes de enxofre de Harrogate. As cores do clube são preto e amarelo e jogam os seus jogos em casa em Wetherby Road, embora durante um curto período no início da época 2020–21, o clube partilhou o Keepmoat Stadium do Doncaster Rovers enquanto um novo campo era construído.
Formado em 1914, o clube entrou na Liga do Norte, mas foi incapaz de competir devido à deflagração da Primeira Guerra Mundial. Foram membros fundadores da Liga Yorkshire no ano seguinte e também entraram na Liga Midland em 1921. Acabaram como campeões da Liga Yorkshire em 1926-27, mas foram dissolvidos em 1932.
Em 2020–21, venceu o playoff de acesso da National League, disputando a League Two pela primeira vez em sua história, terminando  em 17º lugar em sua primeira temporada na quarta divisão.

## Elenco atual
- Atualizado até 22 de junho de 2022[4]

Nota: Bandeiras indicam equipe nacional, conforme definido pelas regras de elegibilidade da FIFA. Os jogadores podem ter mais de uma nacionalidade não-FIFA.
| N.º |            | Posição | Jogador                                            |
| --- | ---------- | ------- | -------------------------------------------------- |
| 1   | Inglaterra | G       | Mark Oxley                                         |
| 2   | Inglaterra | D       | Miles Welch-Hayes                                  |
| 3   | Inglaterra | D       | Joe Mattock                                        |
| 4   | Inglaterra | M       | Josh Falkingham (capitão)                          |
| 5   | Inglaterra | D       | Will Smith                                         |
| 6   | Inglaterra | D       | Warren Burrell (vice-capitão)                      |
| 7   | Inglaterra | M       | George Thomson                                     |
| 10  | Inglaterra | A       | Aaron Martin                                       |
| 14  | Inglaterra | D       | Nathan Sheron                                      |
| 15  | Inglaterra | D       | Jaheim Headley (emprestado pelo Huddersfield Town) |
| 16  | Inglaterra | M       | Alex Pattison                                      |

| N.º |                  | Posição | Jogador                                              |
| --- | ---------------- | ------- | ---------------------------------------------------- |
| 17  | Inglaterra       | M       | Josh Austerfield (emprestado pelo Huddersfield Town) |
| 18  | Inglaterra       | A       | Jack Muldoon                                         |
| 20  | Inglaterra       | D       | Leon Legge                                           |
| 21  | Inglaterra       | G       | Pete Jameson                                         |
| 22  | Irlanda do Norte | M       | Stephen Dooley                                       |
| 23  | Irlanda do Norte | D       | Rory McArdle                                         |
| 24  | Escócia          | D       | Kyle Ferguson                                        |
| 25  | Inglaterra       | M       | George Horbury                                       |
| 28  | Inglaterra       | M       | Matty Daly                                           |
| 29  | Inglaterra       | A       | Luke Armstrong                                       |
|     | Inglaterra       | A       | Emmanuel Ilesanmi                                    |

## Títulos
- National League
  - Vencedores dos Play-offs: 2019–20
- National League North
  - Vencedores dos Play-offs: 2017–18
- Northern Premier League
  - Campões da Division One : 2001–02
  - Campeões da Division One Cup: 1989–90
- Yorkshire League
  - Campeões da 1ª divisão: 1926–27
  - Campeões da 2ª divisão: 1981–82
- FA Trophy
  - Campeões: 2019–20[5]
- West Riding County Challenge Cup
  - Campeões: 1925–26, 1926–27, 1962–63, 1972–73, 1985–86, 2001–02, 2002–03, 2007–08
- Whitworth Cup
  - Campeões: 1919–20